# Dorota Woda
Dorota Woda (ur. 9 marca 1970) – polska lekkoatletka specjalizująca się w chodzie sportowym.

## Kariera sportowa
W 1991 roku zdobyła srebrny medal na mistrzostwach Polski seniorów w chodzie na 10 km na zawodach rozegranych we Kielcach. Rok później zdobyła dwa medale brązowe na dystansach 5000 m i 10 km.
W tym samych latach startowała też w młodzieżowych mistrzostwach Polski, gdzie zdobyła brąz w 1991 i srebro w 1992.
W czasie swojej kariery reprezentowała Wawel Kraków.

## Osiągnięcia

### Seniorzy – krajowe
| Rok  | Impreza                     | Miejsce  | Konkurencja    | Pozycja    | Wynik    |
| ---- | --------------------------- | -------- | -------------- | ---------- | -------- |
| 1991 | Mistrzostwa Polski seniorów | Kielce   | chód na 10 km  | 2. miejsce | 47:34    |
| 1992 | Mistrzostwa Polski seniorów | Warszawa | chód na 10 km  | 3. miejsce | 47:55    |
| 1992 | Mistrzostwa Polski seniorów | Sopot    | chód na 5000 m | 3. miejsce | 23:07,59 |

### Juniorzy – krajowe
| Rok  | Impreza                          | Miejsce  | Konkurencja   | Pozycja    | Wynik |
| ---- | -------------------------------- | -------- | ------------- | ---------- | ----- |
| 1991 | Mistrzostwa Polski młodzieżowców | Gdańsk   | chód na 10 km | 3. miejsce | 47:47 |
| 1992 | Mistrzostwa Polski młodzieżowców | Stargard | chód na 10 km | 2. miejsce | 48:28 |